# 菅生村 (愛媛県)
菅生村（すごうむら）は、愛媛県上浮穴郡にあった村。現在の久万高原町菅生にあたる。

## 地理
- 山岳 ： 菊ヶ森
- 河川 ： 久万川

## 歴史
- 1889年（明治22年）12月15日 - 町村制の施行により、近世以来の菅生村が単独で自治体を形成。
- 1924年（大正13年）2月11日 - 久万町と合併し、改めて久万町が発足。同日菅生村廃止。